# Brushy Run (Virginia Occidental)
Brushy Run es un área no incorporada ubicada dentro del Distrito Oeste, una división civil menor del condado de Pendleton (Virginia Occidental), Estados Unidos. Está catalogada como un asentamiento humano por la Junta de Nombres Geográficos de los Estados Unidos.
El número de identificación (ID) asignado por el Servicio Geológico de Estados Unidos es 1550517.

## Geografía
Se encuentra a una altitud de 389 metros sobre el nivel del mar (1276 pies) según el conjunto de datos de elevación nacional.